# Seth Rollins

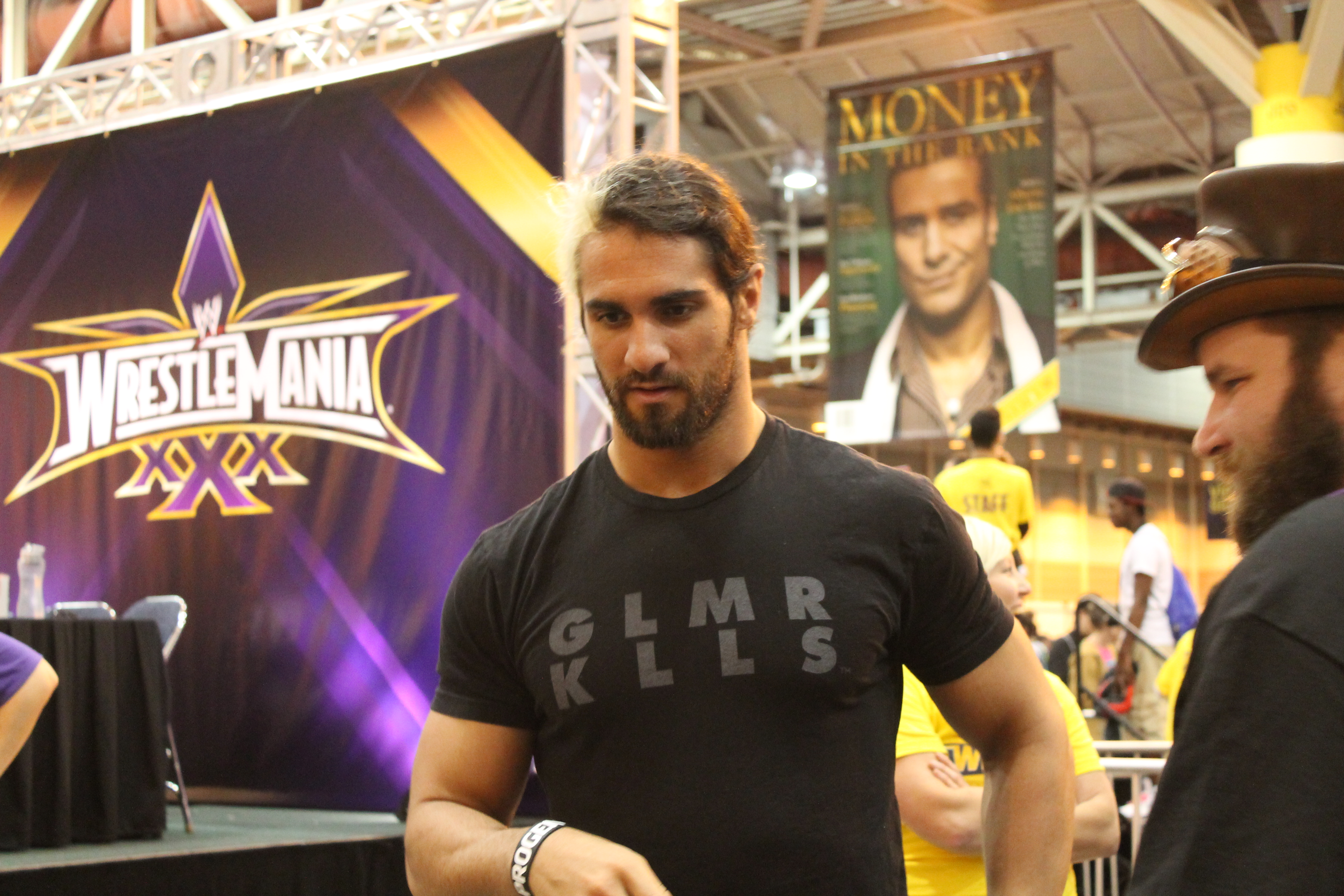

Colby Lopez (Davenport, Iowa, 28 de maig de 1986) és un lluitador professional estatunidenc que treballa per a la WWE sota el nom de Seth Rollins en la seva marca Raw. Rollins és part del stable The Shield al costat de Roman Reigns i Dean Ambrose. Actualment és el Campió en Parelles de Raw.

## Carrera

### World Wrestling Entertainment / WWE (2010–present)
El 29 d'agost de 2010, es va informar que López havia signat un contracte amb la World Wrestling Entertainment, per debutar amb la seva promoció del desenvolupament Florida Championship Wrestling (FCW) al setembre. López havia ofert un contracte amb Total Nonstop Action Wrestling i va anar a renegociar amb ROH, però Evan Bourne (Matt Sydal anteriorment) el va convèncer per unir-se a la WWE.

#### 2012–2014
Rollins va fer el seu debut en el planter principal el 18 de novembre de 2012, a Survivor Sèries al costat de Dean Ambrose i Roman Reigns, quan van atacar a Ryback durant l'esdeveniment principal pel Campionat de la WWE, el que va permetre a CM Punk cobrir a John Cena i retenir el seu título. El trio es van declarar «The Shield» («l'escut»), i es va comprometre a protestar contra la «injustícia», i van negar treballar per Punk, però van sorgir rutinàriament de la multitud per atacar els adversaris de Punk.15 16 17 18 Això va portar a un Tables, Ladders & Chairs Match per al pagui-per-veure TLC: Tables, Ladders & Chairs, on Ambrose, Rollins i Reigns van derrotar a Team Hell No (Daniel Bryan & Kane) i Ryback en la seva lluita debut.19 The Shield va continuar ajudant a Punk després de TLC, atacant tant a Ryback i a The Rock el gener de 2013. Durant el Raw el 28 de gener, es va revelar que Punk i el seu mànager Paul Heyman havien pagat a The Shield i Brad Maddox per treballar per a ells tot aquest tiemps.
The Shield després va acabar en silenci la seva associació amb Punk, mentre va començar un feu amb John Cena, Ryback i Sheamus que va portar a una lluita en parelles el 17 de febrer a Elimination Chamber, que The Shield ganó. TheShield tenir la seva primera lluita en Raw la nit següent, on van derrotar a Ryback, Sheamus i Chris Jericho. Sheamus després va formar una aliança amb Randy Orton i Big Show per fer front a The Shield en WrestleMania 29, on The Shield va sortir victoriós en la seva primera lluita en WrestleMania.27 28 La nit següent a Raw, The Shield va intentar atacar The Undertaker, però van ser detinguts per Team Hell No. Això va crear una lluita per equips de sis homes al episoido del 22 d'abril de Raw, que The Shield ganó. En l'episodi del 13 de maig de Raw, la ratxa invicta de The Shield en lluites d'equips de sis homes va acabar en una derrota per desqualificació en un Six-Man Elimination Tag Team match contra John Cena, Kane i Daniel Bryan.

#### 2014–2015
En l'episodi del 2 de juny de Raw, després que Batista deixés Evolution i la WWE, Triple H va revelar el seu «pla B», que va resultar ser Rollins atacant a Dean Ambrose i Roman Reigns i reincorporant a The Authority, tornant-se heel un cop más. Rollins va explicar més endavant les seves accions afirmant que The Shield no hagués estat un èxit sense ell i que Ambrose i Reigns no eren els seus germans, com van pretendre, sinó socis de negocis per ajudar a ascendir en l'WWE. En l'episodi del 17 de juny de Main Event, Rollins, actuant en nom de The Authority, es va inscriure en el tradicional Money in the Bank ladder match per un contracte pel Campionat Mundial Pes Pesat de la WWE a Money in the Bank, que va guanyar després que Kane va fer caure a Ambrose de l'escala i la va posar en el seu lloc perquè Rollins pugui subir. Rollins va derrotar a Ambrose dues vegades, en Battleground, al juliol, per abandonament, després que la seva lluita va ser suspesa per Triple H, ja que Ambrose va atacar a Rollins després bastidors, l'agost, en SummerSlam, en un Lumberjack match. En l'episodi del 24 d'agost de Raw, Rollins va derrotar a Ambrose en un Falls Count Anywhere match i el va lesionar (kayfabe) després d'executar un Curb Stomp a través de blocs de hormigón. Al setembre, una lluita entre Rollins i Roman Reigns es va crear per Night of Champions, però sis dies abans de l'esdeveniment, Reigns va derrotar netament a Rollins en una lluita en Raw. No obstant això, Reigns va desenvolupar una hèrnia legítima que va requerir cirurgia un dia o dos abans de Night of Champions i, com a resultat, Rollins va ser declarat guanyador per abandó, però després va ser atacat per Ambrose, qui feia el seu regresó. En l'episodi del 29 de setembre de Raw, Jamie Noble i Joey Mercury es van sumar a The Authority actuant com a guardaespatlles d'Rollins. En el Hell in a Cell, Rollins va derrotar a Ambrose en un Hell in a Cell match després que Bray Wyatt va interferiri va atacar a Ambrose. En Survivor Sèries, Rollins va ser capità de Team Authority en un 5-on-5 Elimination Tag Team match contra Team Cena, en què Rollins va ser l'últim supervivent i va ser vençut per Dolph Ziggler, costant-li el lloc a Triple H i Stephanie McMahon a l'empresa (Kayfabe). Rollins va continuar el seu feu amb Cena al desembre, el que va portar a un Tables match en TLC: Tables, Ladders & Chairs, que Cena va guanyar.

#### 2016–2017
Va entrar en una rivalitat amb Bray Wyatt, amb el qual s'enfrontaria al PPV WWE Great Balls of Fire. En aquest PPV, Rollins va ser derrotat per Wyatt, després d'un «Eye poke» seguit d'un «Sister Abigail». La nit següent en l'edició de Raw del 10 de juliol, Seth va tenir la seva revenja però tot i així va ser vençut, després d'un cop de cap en el mateix ull danyat qual cosa va ser aprofitat per Bray per endur-se la victòria. Aquesta mateixa nit després de finalitzar la lluita va ser atacat per The Miz, Curtis Axel i Bo Dallas mateix temps en el qual va aparèixer Dean Ambrose amb una cadira salvant a Rollins, fent que els atacants fugissin. Fa unes setmanes va començar una rivalitat contra Sheamus i Cesaro mateixa per la qual Dean Ambrose apareixia per donar-li suport després d'haver-los vençut es van unir novament per així guanyar els Raw Tag Team Championship en Summerslam a Monday nigth Raw van competir contra Hardy Boyz quedant com a triomfadors.
El 6 de novembre van ser derrotats per Cesaro & Sheamus causa de la interferència de The New Day. El 19 de novembre en Survivor Sèries The Shield va derrotar a The New Day.
El 25 de desembre va guanyar el Campionat de parelles de Raw al costat de Jason Jordan derrotant els ex-campions Cesaro & Sheamus.
El 8 de gener va tenir un combat al costat de Jason Jordan & Roman Reigns contra el balor Club (Finn balor, Luke Gallows & Karl Anderson) sent derrotats a causa d'un error de Jordan. El 15 de gener va derrotar a Finn Balor utilitzant una altra vegada el seu moviment final "Curb Stomp".
Va perdre els cinturons de campions per parelles durant el Royal Rumble 2018.

## Vida personal
Al 2014, López i el seu antic company d'equip Marek Brave van començar The Black & The Brave Wrestling Academy, una escola de lluita lliure professional situada a Moline, Illinois.
El 9 de febrer de 2015, una foto nua de la exlluitadora de NXT Zahra Schreiber es va enviar als comptes de xarxes socials de López, els continguts de les quals es tornen a publicar automàticament per WWE.com. Poc després, fotos nues de López van ser publicades a la pàgina de Twitter del seu llavors promesa, Leighla Schultz. en resposta, López es va disculpar per «fotografies privades que van ser distribuïdes sense [el seu] consentiment» .
Actualment sosté una relació amb Sarah Alesandrelli, la qual es va donar a conèixer després d'una publicació de López al seu compte de instagram el 21 de desembre de 2016 on la parella estava gaudint d'unes vacances a Mèxic.

## Campionats i assoliments
- World Wrestling Entertainment/WWE
  - WWE World Heavyweight Championship (2 cops)
  - WWE United States Championship (1 cop)

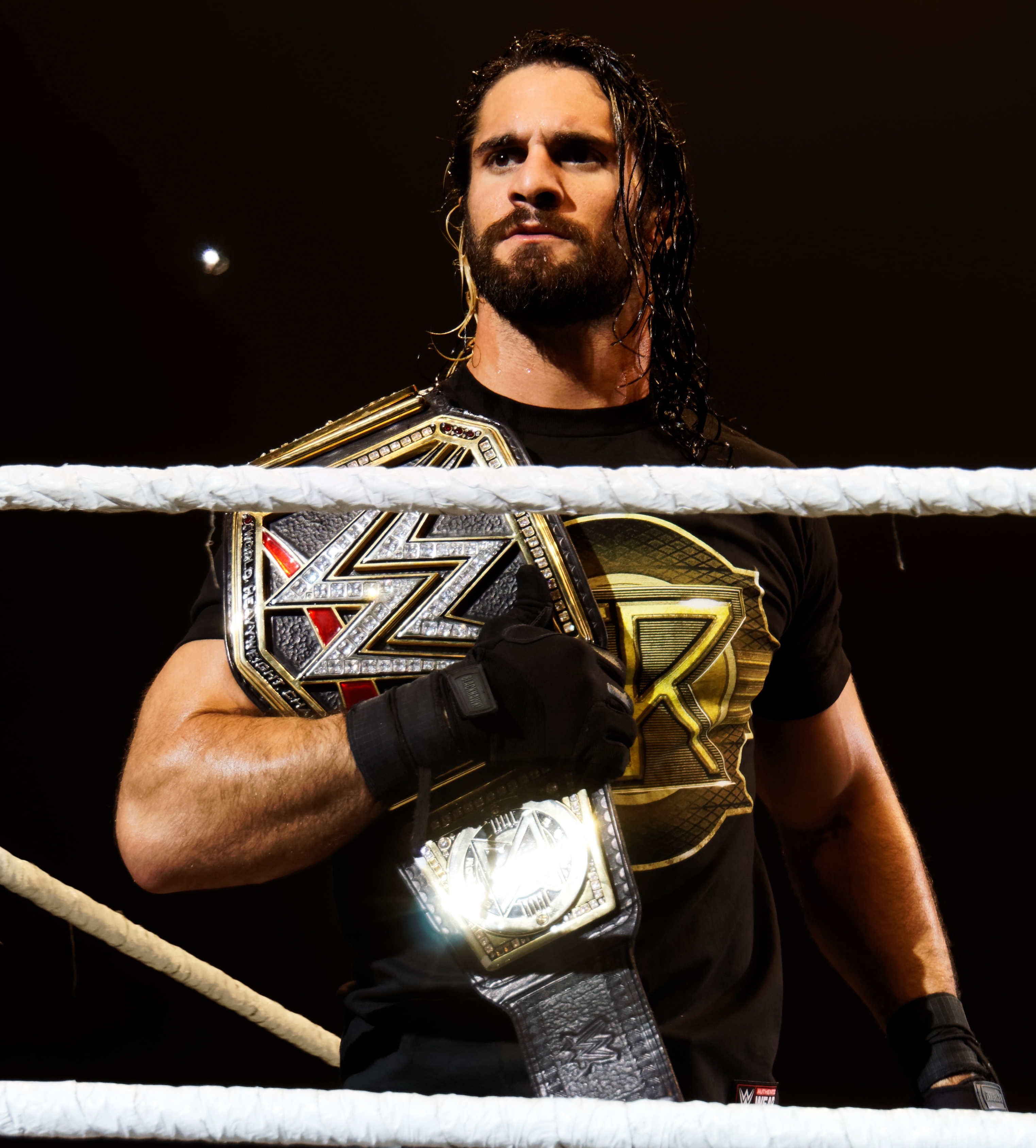

  - Raw Tag Team Championship (3 cops, actual) - con Roman Reigns (1), Dean Ambrose (1), Jason Jordan (1)
  - Money in the Bank (2014)